# Ursula Andress

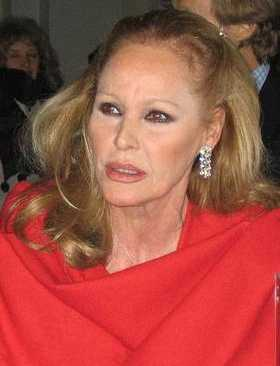
Ursula Andress (2004)

Ursula Lotte Andress (* 19. März 1936 in Bern) ist eine Schweizer Schauspielerin. Sie wurde als Bondgirl in dem 1962 erschienenen Film James Bond – 007 jagt Dr. No berühmt und begann anschliessend eine internationale Karriere. Andress wurde 1964 mit dem Golden Globe ausgezeichnet.

## Frühe Jahre
Ursula Andress wurde 1936 in Bern als Tochter des Deutschen Gärtners Emil Paul Rolf Andress und einer Schweizerin geboren. Es hält sich das Gerücht, ihr Vater sei Konsul in Bern gewesen und aus politischen Gründen aus der Schweiz ausgewiesen worden. Daraufhin habe sich der Grossvater, der in Ostermundigen eine Gärtnerei betrieb, um Ursula und ihre fünf Geschwister (anderen Angaben zufolge zwischen vier und sechs) gekümmert. Ihre Kindheit beschrieb sie rückblickend als «unglaublich einzigartig, beinahe wie im 17. Jahrhundert». Die harte Arbeit im Familienbetrieb des strengen Grossvaters habe ihr Respekt und Disziplin beigebracht.
Andress besuchte in Bern eine Mädchenschule, die sie im Alter von 16 Jahren verliess. Später ging sie nach Paris, wo sie Kurse in Tanz, Zeichnen und Bildhauerei nahm. Danach arbeite sie in Rom als Modell für Maler und Fotografen. Dabei erwarb sie umfangreiche Sprachkenntnisse. 1955 zog sie nach Hollywood. Sie war eng mit James Dean befreundet. Andress heiratete 1957 John Derek, 1966 folgte die Scheidung.

## Karriere

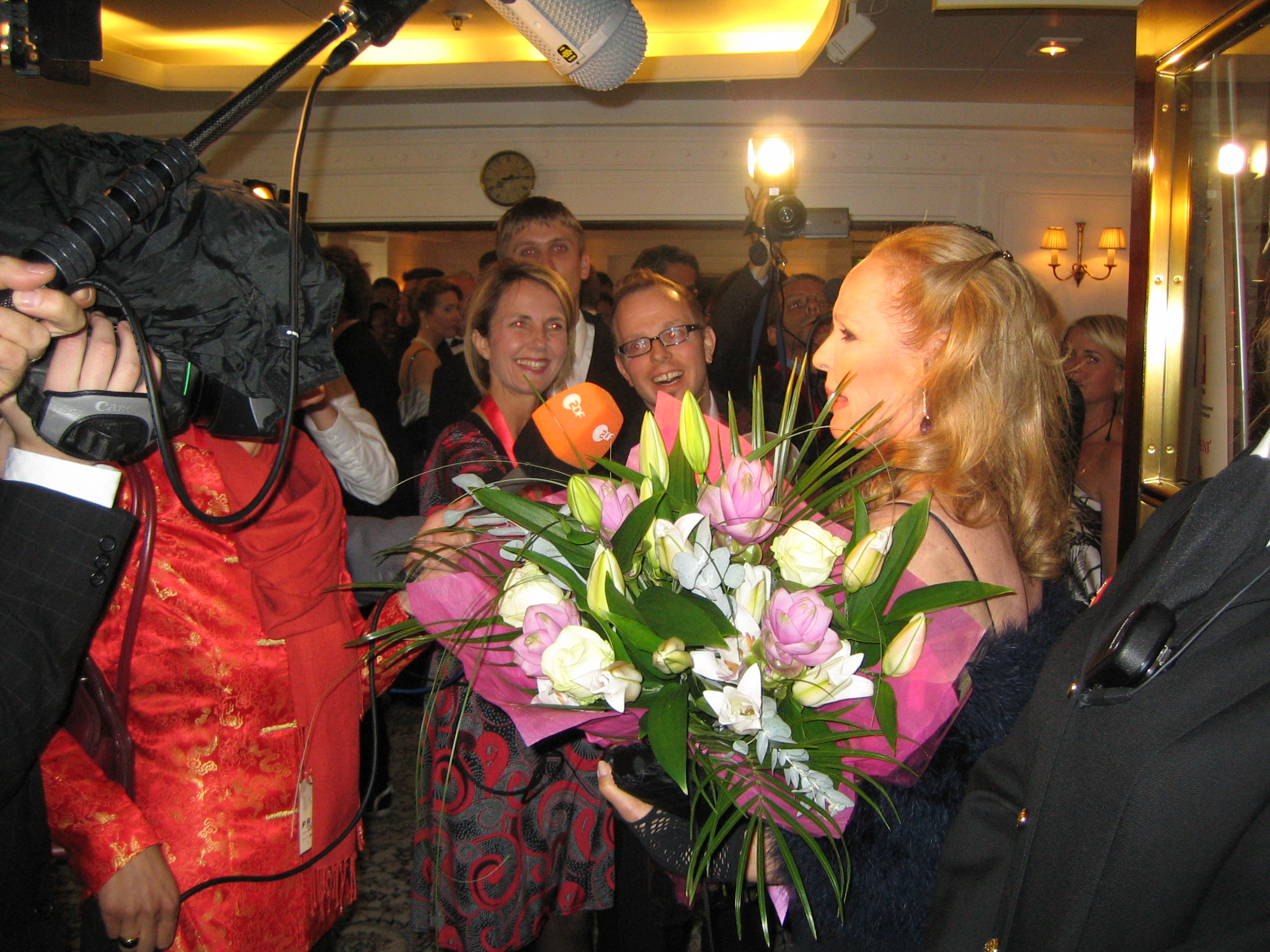
Ursula Andress feiert 2006 ihren 70. Geburtstag auf der Yacht Britannia

Marlon Brando soll ihr geraten haben, eine Karriere als Schauspielerin zu beginnen. 1955 erhielt sie ihre erste Filmrolle in Casanova – seine Liebe und Abenteuer. Ihren Durchbruch erzielte sie 1962 als zweites Bond-Girl der Bond-Filmreihe nach Linda Christian; in James Bond jagt Dr. No verkörperte sie die Muscheltaucherin Honey Ryder. Die Szene, in der sie in einem weissen gegürteten Bikini (bekannt geworden als Dr.-No-Bikini) dem Meer entsteigt, wurde berühmt. Sie erhielt 1964 den Golden Globe Award als Beste Nachwuchsdarstellerin. 1967 stand sie in dem Film Casino Royale noch einmal als Bondgirl vor der Kamera; der allerdings nicht zur offiziellen James-Bond-Filmreihe zählt. Andress wurde von zahlreichen Zeitschriften zum «Besten Bondgirl aller Zeiten» gewählt, unter anderem 2006 vom Empire Magazin und 2008 von Entertainment Weekly.
Andress pflegte ihr Image als verführerische Frau und wirkte in passenden Rollen vor allem in den 1960er und 70er Jahren in vielen internationalen Produktionen mit. Wegen der Häufung von Filmrollen in knappen Kostümen wurde sie von Kritikern als «Ursula Undress» verspottet. 1981 war sie in Kampf der Titanen in einem ihrer letzten grossen Kinoerfolge zu sehen. Anschliessend stand sie überwiegend für Fernsehproduktionen vor der Kamera.
2005 traf Regisseur Clemens Klopfenstein in der Schweizer Botschaft in Rom zufällig auf Andress. Spontan fragte er sie, ob sie für die Rolle der Madonna im Film Die Vogelpredigt oder das Schweigen der Mönche nach Umbrien kommen würde. Andress, die ihre Vergesslichkeit humorvoll erwähnte, bat Klopfenstein, sich telefonisch als „The man of Umbria“ zu melden. Einen Monat später bestätigte sie ihr Interesse an der Rolle per Fax. Ihre Zusage sorgte zudem für Gratis-Werbung in der Boulevard-Zeitung Blick, mit Foto und grosser Schlagzeile.  Die Besetzung der Madonna mit Andress wurde von Klopfenstein als besonderer Coup betrachtet.

## Persönliches
1965 erschien sie in der Juni-Ausgabe des Playboy. Die darin enthaltenen Fotos stammen von ihrem Mann John Derek. Auf die Frage, warum sie sich für diese Nacktaufnahmen zur Verfügung gestellt habe, antwortete sie: «Weil ich schön bin.» Nach ihrer Trennung von Derek hatte sie eine achtjährige Beziehung mit dem französischen Schauspieler Jean-Paul Belmondo, mit dem sie unter anderem den Film Die tollen Abenteuer des Monsieur L. (1965) drehte. 1980 bekam sie im Alter von 44 Jahren einen Sohn, dessen Vater der Schauspieler Harry Hamlin ist, den sie während der Dreharbeiten von Kampf der Titanen kennengelernt hatte.
Anlässlich der Einweihung des Schweizer Generalkonsulates in Schottland im Mai 2006 feierte Andress ihren 70. Geburtstag an Bord der Britannia in Edinburgh. Sie wurde im Aston Martin DB5, mit dem ihr Filmpartner Sean Connery in den James-Bond-Filmen Goldfinger und Feuerball Filmgeschichte geschrieben hat, zur königlichen Yacht gefahren. Zu Connery pflegte Andress bis zu seinem Lebensende eine freundschaftliche Beziehung. Sie selbst bezeichnete ihn als «grossen Freund».
Inzwischen meidet Andress die Öffentlichkeit. Einen der letzten öffentlichen Auftritte hatte sie 2019 anlässlich einer Kunstausstellung von Amanda Lear im Chalet Muri in Bern. Heute lebt Andress in ihrer Residenz in Rom.

## Filmografie

### Kinofilme
- 1954: Ein Amerikaner in Rom (Un americano a Roma)
- 1955: Casanova – Seine Lieben, seine Abenteuer (Le avventure di Giacomo Casanova)
- 1955: La catena dell’odio
- 1962: James Bond – 007 jagt Dr. No (Dr. No)
- 1963: Acapulco (Fun in Acapulco)
- 1963: Vier für Texas (4 for Texas)
- 1965: Hetzjagd in Ketten (Nightmare in the Sun)
- 1965: Herrscherin der Wüste (She)
- 1965: Was gibt’s Neues, Pussy? (What’s New Pussycat)
- 1965: Die tollen Abenteuer des Monsieur L. (Les tribulations d’un Chinois en Chine)
- 1965: Das 10. Opfer (La decima vittima)
- 1966: Der blaue Max (The Blue Max)
- 1966: Einmal noch – bevor ich sterbe (Once Before I Die)
- 1967: Casino Royale
- 1968: Ladies, Ladies
- 1969: Der Stern des Südens (The Southern Star)
- 1970: Treffpunkt London Airport (Perfect Friday)
- 1971: Rivalen unter roter Sonne (Soleil rouge)
- 1975: Diamantenpuppe (L’ultima chance)
- 1975: Asphalt Katze (Colpo in canna)
- 1975: Operation misslungen – Patient lebt (L’infermiera)
- 1975: Africa Express
- 1976: Lollipops und heisse Höschen
- 1976: Scaramouche – Der Teufelskerl (Le avventure e gli amori di Scaramouche)
- 1976: Safari Express
- 1977: Vom Blitz getroffen (Doppio delitto)
- 1978: Die weisse Göttin der Kannibalen (La montagna del dio cannibale)
- 1979: Wilde Betten – Lippenstift-Tigerinnen (Letti selvaggi)
- 1979: Das Geheimnis der eisernen Maske (The 5th Musketeer)
- 1981: Kampf der Titanen (Clash of the Titans)
- 1982: Mexico in Flammen (Krasnye kolokola, film pervyy – Meksika v ogne)
- 1982: Perdóname, amor
- 1985: Liberté, égalité, choucroute
- 1988: Klassezämekunft
- 1997: Cremaster 5
- 2005: Die Vogelpredigt oder Das Schreien der Mönche
- 2024: Cinema Bruciato

### Fernsehen
- 1962: Thriller: (Fernsehserie, Folge 2x17: La Strega)
- 1983: Ein Fall für Professor Chase (Fernsehserie, Folge 1x01: Manimal)
- 1983: Love Boat (Fernsehserie, Folgen 7x01–7x02)
- 1986: Peter der Grosse (Fernseh-Miniserie)
- 1988: Falcon Crest (Fernsehserie, 3 Folgen)
- 1988: Jack Clementi – Falsches Spiel (Big Man: Diva; Fernsehserie)
- 1989: Das Geheimnis von Pier Sechs (Man Against the Mob: The Chinatown Murders; Fernsehfilm)
- 1991: Ti ho adottato per simpatia (Fernsehfilm)
- 1992: Primero izquierda (Fernsehfilm)
- 1993: Prinzessin Fantaghirò Teil III (Fernsehfilm)
- 1994: Prinzessin Fantaghirò Teil IV (Fernsehfilm)
- 1996: Alles gelogen (Fernsehfilm)

## Auszeichnungen
- 1964: Golden Globe als beste Nachwuchsdarstellerin für James Bond jagt Dr. No
- 1966: Nominierung für den Henrietta Award in der Kategorie «Beliebteste Darstellerin des Jahres»
- 2006: Empire Magazin – «Bestes Bondgirl aller Zeiten»
- 2007: DIVA – Lifetime Achievement Award